# Vojtěch Schulmeister
Vojtěch Schulmeister (Olomouc, 9 september 1983) is een Tsjechische voetballer die als aanvaller speelt.
De Tsjech maakte in maart 2004 zijn debuut in het betaald voetbal voor de Tsjechische club SK Sigma Olomouc; deze club liet hem ook niet zomaar gaan. Heracles heeft uiteindelijk na lange en moeizame gesprekken hem kunnen binden.
Bij Heracles kwam Schulmeister Lukáš Bajer tegen, beiden waren eerder al teamgenoten bij SK Sigma Olomouc. Ze waren in de zomer van 2008 overgekomen uit Tsjechië. Bajer is ondertussen weer terug bij SK Sigma Olomouc.
In juli 2012 moet hij vertrekken uit Almere en kwam hij bij AGOVV Apeldoorn waaraan hij in het seizoen 2011/12 al verhuurd was. Die club ging in januari 2013 failliet en na een stage tekende hij bij SS Barletta Calcio. AGOVV kon hem echter niet meer internationaal vrijgeven en nadat de transferdeadline voor vrije spelers in april verliep, ketste de overgang alsnog af.
Begin september 2013 vond hij in het Poolse LKS Nieciecza een nieuwe club. Begin 2015 sloot hij aan bij ATSV Ober-Grafendorf in Oostenrijk en sinds de zomer van 2015 komt hij daar uit voor SK Eggenburg. In januari 2018 ging hij naar USV Raxendorf. Medio 2018 ging hij naar SV Oberndorf waar hij na een half jaar vertrok.

## Clubstatistieken
| seizoen | club                         | land       | competitie     | duels | goals |
| ------- | ---------------------------- | ---------- | -------------- | ----- | ----- |
| 2003/04 | SK Sigma Olomouc             | Tsjechië   | Gambrinus liga | 5     | 0     |
| 2004/05 | SK Sigma Olomouc             | Tsjechië   | Gambrinus liga | 3     | 1     |
| 2005    | → FK Chmel Blšany            | Tsjechië   | Gambrinus liga | 13    | 1     |
| 2005    | → SK Hanácká Slavia Kroměříž | Tsjechië   | Druhá liga     | 15    | 1     |
| 2006    | SK Sigma Olomouc             | Tsjechië   | Gambrinus liga | 1     | 0     |
| 2006/07 | SK Sigma Olomouc             | Tsjechië   | Gambrinus liga | 25    | 9     |
| 2007/08 | SK Sigma Olomouc             | Tsjechië   | Gambrinus liga | 18    | 1     |
| 2008/09 | SK Sigma Olomouc             | Tsjechië   | Gambrinus liga | 2     | 1     |
| 2008/09 | Heracles Almelo              | Nederland  | Eredivisie     | 22    | 5     |
| 2009/10 | Heracles Almelo              | Nederland  | Eredivisie     | 9     | 0     |
| 2010/11 | FC Hlučín                    | Tsjechië   | Druhá liga     | 7     | 1     |
| 2011    | FC Nitra                     | Slowakije  | Corgoň Liga    | 11    | 1     |
| 2011/12 | Almere City FC               | Nederland  | Eerste divisie | 12    | 4     |
| 2012/13 | AGOVV Apeldoorn              | Nederland  | Eerste divisie | 14    | 8     |
| 2013/14 | LKS Nieciecza                | Polen      | I liga         | 12    | 2     |
| Totaal  | Bijgewerkt:                  | 03-03-2015 |                | 170   | 34    |